# Rossio-stationen
Estação do Rossio (”Rossio-stationen”) är en av Lissabons fyra stora järnvägsstationer. 

Estação do Rossio
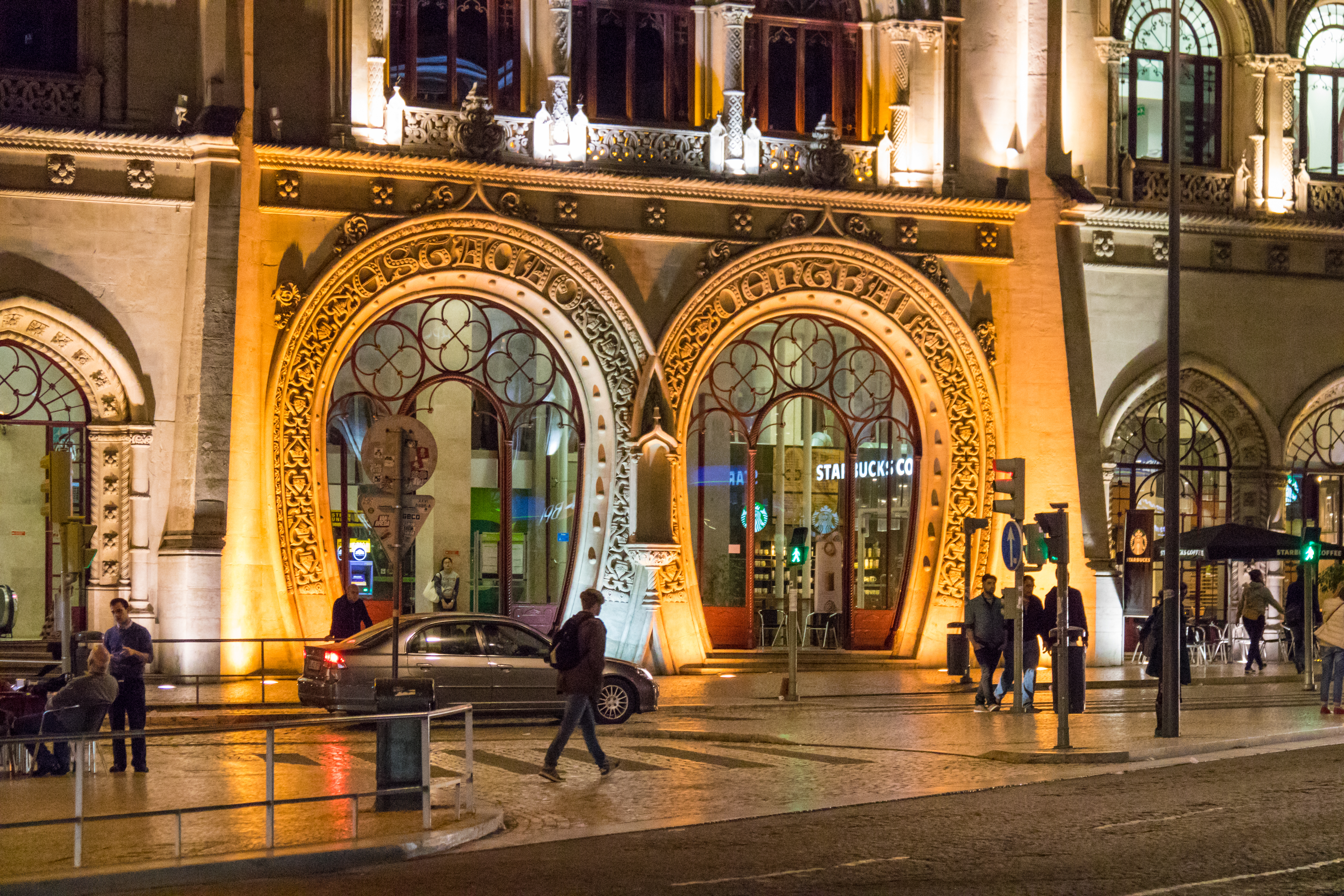
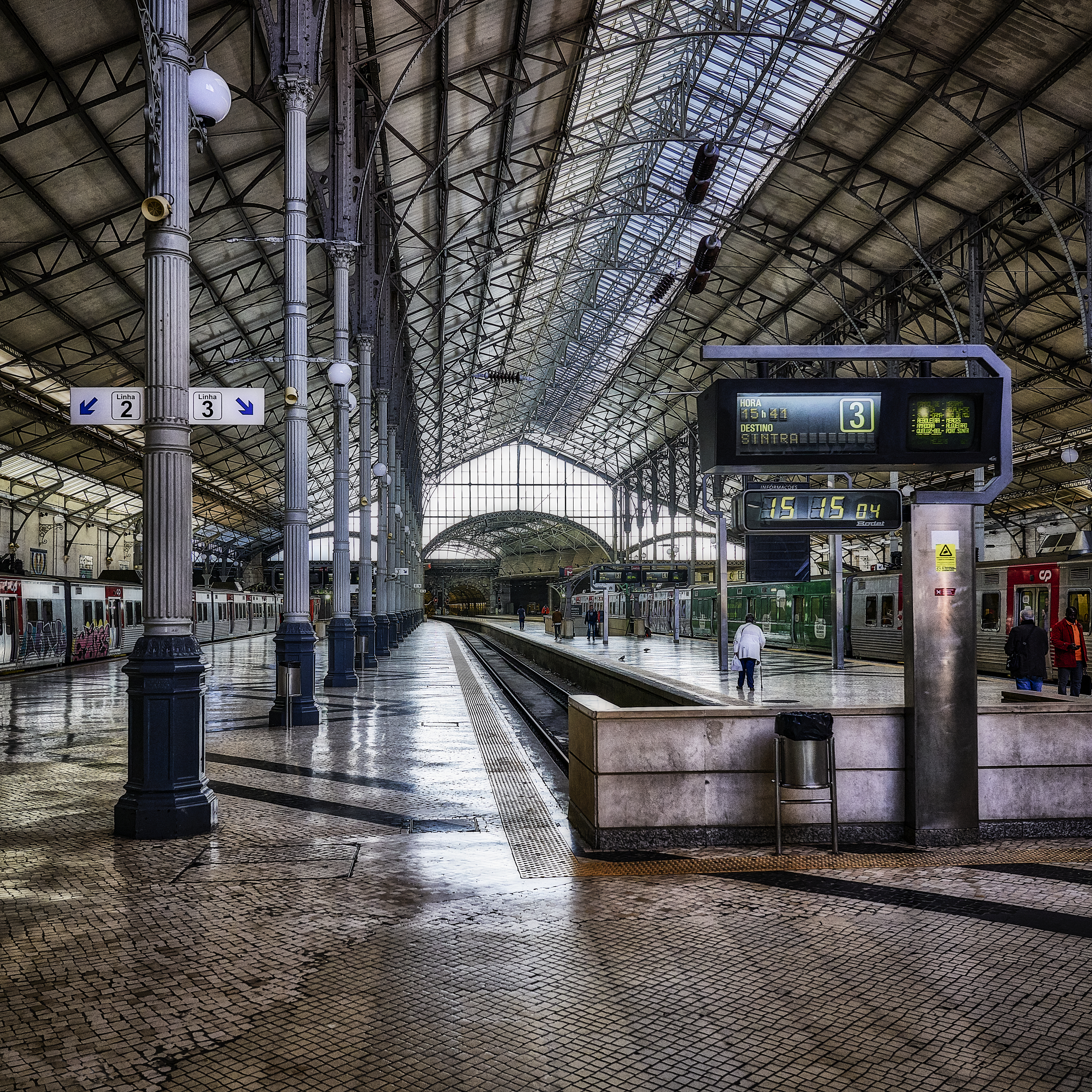
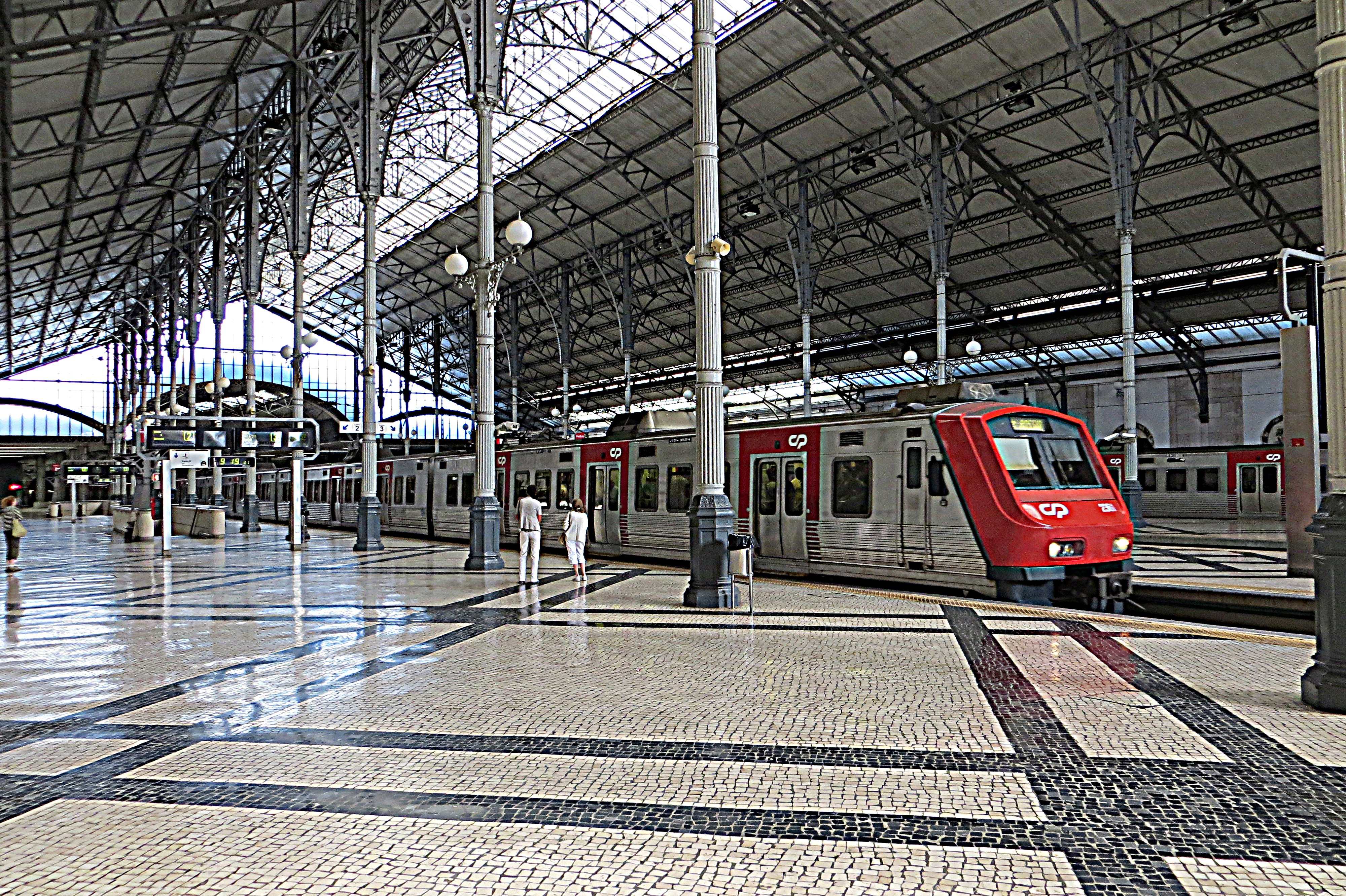
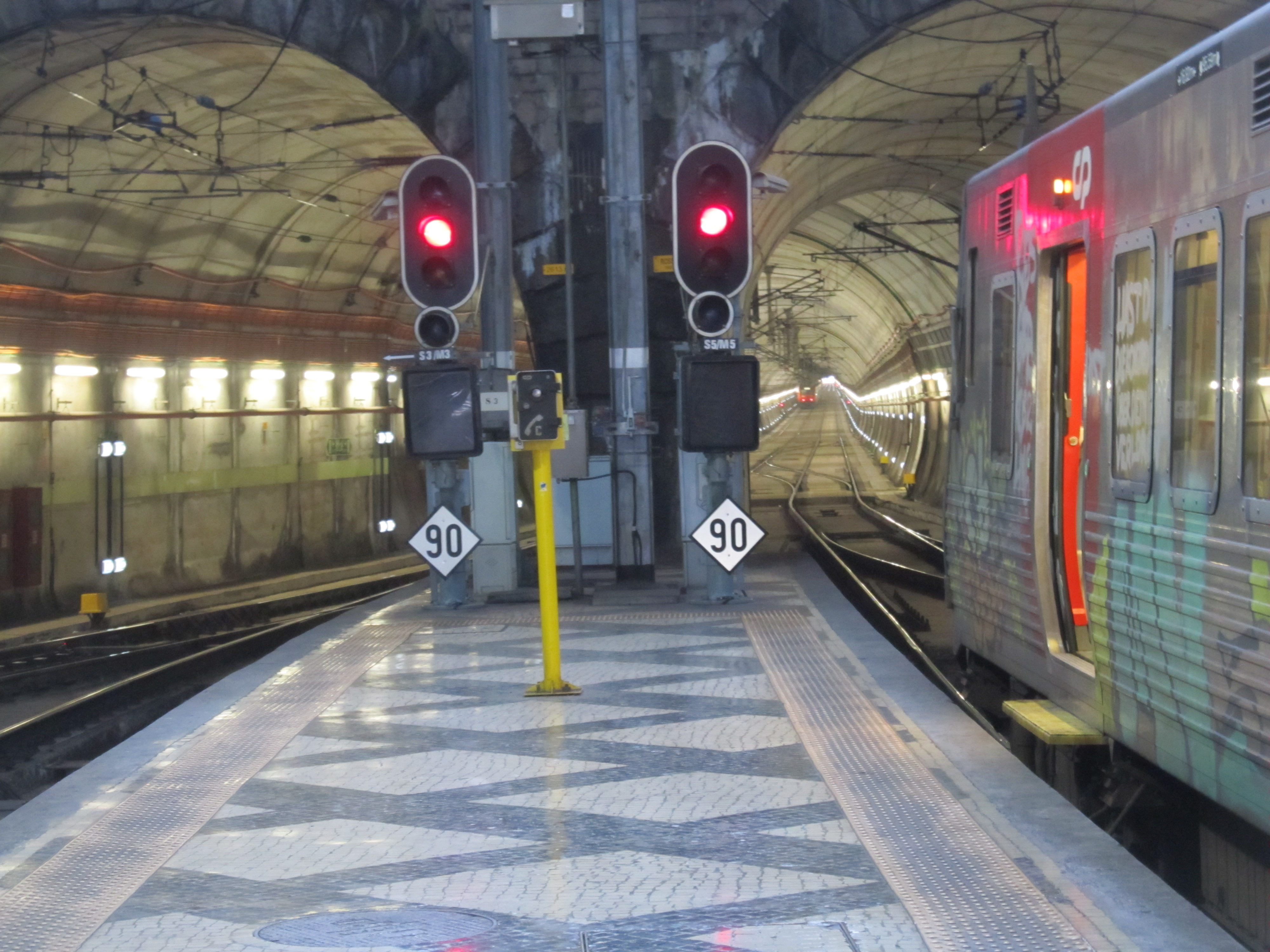